# 1696
سنة 1696 كانت سنة كبيسة تبدأ يوم الأحد (الرابط يظهر نموذج التقويم الكامل للسنة) من التقويم الميلادي، وسنة كبيسة تبدأ يوم الأربعاء من التقويم اليولياني.

## مواليد
- جامباتيستا تييبولو
- يوسف البحراني

## وفيات
- إيفان الخامس
- صالح بن مهدي المقبلي